# Emílio Ernesto de Franco

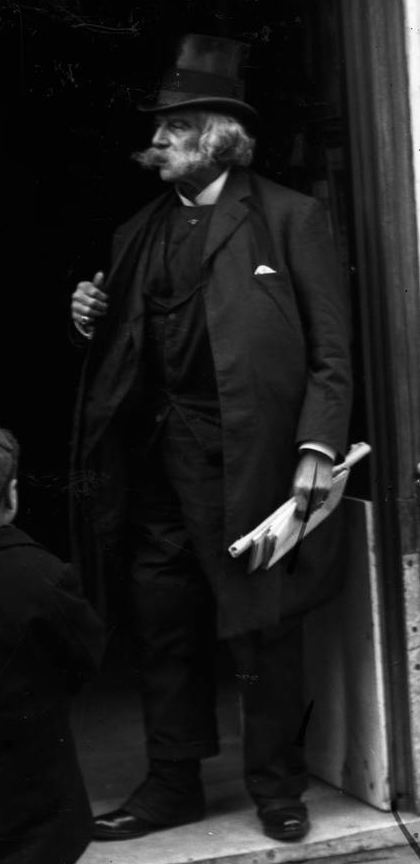
Emílio Ernesto de Franco, fotografado por Joshua Benoliel.

Emílio Ernesto de Franco (São Luís, 2 de agosto de 1835 – Lisboa, 1914), foi um nobre português, e o primeiro visconde, conde e Marquês de Franco e Almodôvar.
O título de visconde foi outorgado por D. Luís I, em 23 de novembro de 1875. Os de conde e marquês por D. Carlos I, em 10 de abril de 1890 e em 8 de fevereiro de 1894, respectivamente. Inicialmente, todos os títulos foram concedidos em vida do titular, não sendo transmissíveis a seus herdeiros. Contudo, o título foi renovado pelo Concelho da Nobreza, num parente do primeiro titular.
Em 1902 era o Bailio-Presidente da Ordem do Santo Sepulcro de Jerusalém em Portugal 